# Landnamsboken
Landnamsboken eller landnamaboken (isl. Landnámabók eller Landnáma) är en isländsk berättelse som beskriver bebyggandet av Island under 800- och 900-talen. Beskrivningarna fortskrider fram till 1100-talet. Det är ett släktdokument som innehåller 3 000 namn på olika personer och 1 400 ortnamn. Landnam betyder att ta land i anspråk.
Verket inleds med en kronologisk prolog där det nämns att innan norrmännen kom till landet fanns kristna så kallade paper boende i landet. Därefter följer Första boken, i vilken beskrivs hur Island upptäcktes och bebyggdes. Där sägs bland annat att Island upptäcktes och bebyggdes från Norge, på den tid när Hadrianus II var påve i Rom, och senare Johannes VIII. Det sägs även att landet upptäcktes av svensken Gardar Svavarsson, men att den förste invånaren ska ha varit norrmannen Ingolf Arnarson.
Den Andra boken handlar om landnamen i Västlandsfjärdingen, den Tredje boken handlar på samma sätt om Nordlandsfjärdingen, den Fjärde boken om Östlandsfjärdingen, och den Femte boken om sydlänningarnas fjärding.
Landnamsboken skrevs troligen i början av 1200-talet, och anses vara 90-100 år yngre än Isländingaboken. Den äldsta versionen fanns i Styrmisbók, vars upphovsman var Styrmir Kárason den lärde (död 1245). Den är nu förlorad, men innehållet finns till största delen bevarat i yngre versioner. Den äldsta bevarade versionen finns i Sturlubók, skriven av lagmannen Sturla Þórðarsson (död 1284). Senare handskrifter finns även (se Jónsson). Landnamsboken trycktes första gången i Skálholt år 1688.
Landnámabók översattes till svenska år 1962 av Åke Ohlmarks och fick då namnet Landnamsboken. Den ingår i del 1 av Ohlmarks "De isländska sagorna" (även om den inte brukar räknas till Islänningasagorna i egentlig mening). Landnamsboken ingår inte i verket Islänningasagorna : Samtliga släktsagor och fyrtionio tåtar i fem band från 2014 under redaktion av Kristinn Jóhannesson, Gunnar D. Hansson och Karl G. Johansson och med bidrag av en mängd svenska översättare.